# Feike Boschma
Feike Boschma (IJsbrechtum, 27 april 1921 – Amsterdam, 13 november 2014) was een Nederlands poppenspeler en theatermaker. 

## Loopbaan
Boschma ontwikkelde tijdens de Tweede Wereldoorlog zijn marionettenspel en debuteerde als poppenspeler bij Wim Sonneveld in 1947. Daarna werkte hij samen met uiteenlopende kunstenaars, waaronder danseres Cilli Wang, beeldend kunstenaar Peter Struycken, (hand)poppenspeler Jan Nelissen, (mime)acteur Rob van Houten, zanger/acteur Guy Sonnen en actrice Willy Brill.
Boschma maakte zijn poppen zelf. Hij beschouwde het poppenspel als een sterk middel om, vaak juist in wisselwerking met andere podiumkunstenaars, de karakters en gebeurtenissen uit te vergroten dan wel te verkleinen.
In 1983 werd de Wim Meilinkprijs aan hem toegekend.